# Peter Yates
Peter Yates, född 24 juli 1929 i Aldershot, Hampshire, död 9 januari 2011 i London, var en brittisk filmregissör och producent, sedan slutet av 1960-talet mestadels verksam i USA.  
Efter utbildning på Charterhouse och Royal Academy of Dramatic Art arbetade han som skådespelare och regiassistent. Han hade även en kortare karriär som racerförare och manager inom racing. 1962 regidebuterade han med Summer Holiday, en musikalfilm med Cliff Richard i huvudrollen som blev en stor framgång i Storbritannien. Hans filmatisering av det Stora tågrånet i filmen Robbery (1967) blev en framgång även internationellt och gav honom chansen att pröva lyckan i Hollywood, där han gjorde stor succé direkt med actionfilmen Bullitt, vars biljaktsscener blivit stilbildande, med Steve McQueen i huvudrollen.
Efter Bullitt regisserade Yates ett 20-tal långfilmer, de flesta i USA. Han blev Oscarsnominerad i klassen bästa regissör för två av dessa, den kritikerrosade ungdomsfilmen Loppet är kört (originaltitel: Breaking Away, 1979) och teaterfilmen Påklädaren (The Dresser, 1983). Yates regisserade även amerikanska tv-produktioner. 
Peter Yates avled den 9 januari 2011 efter en tids sjukdom.

## Filmografi som regissör
- Helgonet (1962) (TV-serie)
- Summer Holiday (1963)
- Rånet (1967)
- Bullitt (1968)
- John och Mary (1969)
- Murphys krig (1971)
- Fyra smarta bovar (1972)
- Eddie Coyles kompisar (1973)
- Nä, dra åt skogen! (1974)
- Ambulansjakten (1976)
- Djupet (1977)
- Loppet är kört (1979)
- 1981 – Ögonvittnet
- Krull (1983)
- Påklädaren (1983)
- Eleni (1985)
- Misstänkt (1987)
- Huset på Carroll Street (1988)
- Oskyldigt dömd (1989)
- The Run of the Country (1995)
- I nöd och lust (1995)
- Curtain Call (1998)
- Don Quijote (2000) (TV)